# Karnataka State Road Transport Corporation
Pour les articles homonymes, voir KSRTC.
La Karnataka State Road Transport Corporation (KSRTC) est un établissement de l'État du Karnataka assurant l'exploitation de la majeure partie des transports en commun du Karnataka.